# 格兰泽
格兰泽（義大利語：Granze），是意大利威尼托大区帕多瓦省的一个市镇。总面积11.44平方公里，人口2016人，人口密度176.2人/平方公里（2009年）。国家统计（ISTAT）代码为028043。